# اختبار السمع
يوفر اختبار السمع تقييماً لمدى إحساس الشخص بالسمع، وغالبًا ما يتم إجراؤه من قبل أخصائي السمع باستخدام مقياس السمع. يستخدم مقياس السمع لتحديد مدى حساسية السمع على نطاق ترددات مختلفة. هناك اختبارات سمعية أخرى أيضاً، مثل اختبار ويبر واختبار رينيه. اختبار السمع يختبر قدرة الشخص على سماع الأصوات. تختلف الأصوات بناءً على ارتفاع الصوت (شدة الصوت) وسرعة اهتزازات الموجة الصوتية (النغمة). يحدث السمع عندما تحفز الموجات الصوتية أعصاب الأذن الداخلية، ثم ينتقل الصوت على طول المسارات العصبية إلى الدماغ. يمكن أن تنتقل الموجات الصوتية إلى الأذن الداخلية عبر قناة الأذن وطبلة الأذن وعظام الأذن الوسطى (توصيل هوائي). كما يمكن أن تنتقل أيضًا عبر العظام حول وخلف الأذن (توصيل عظمي).
يتم قياس شدة الصوت بالديسيبل (ديسيبل)، بعض الأمثلة تتضمن:
- صوت التنفس الطبيعي حوالي 10 ديسيبل.
- الهمس حوالي 20-30 ديسيبل.
- المحادثة العادية حوالي 60 ديسيبل.
- الغسالة أو غسالة الصحون حوالي 70 ديسيبل.
- محرك دراجة نارية يعمل حوالي 95 ديسيبل.
- الموسيقى الصاخبة (بعض الحفلات الموسيقية) حوالي 80 إلى 120 ديسيبل.
- المحرك النفاث حوالي 140 إلى 180 ديسيبل.

قد تؤدي الضوضاء فوق 70 ديسيبل على مدى فترة طويلة من الوقت إلى إتلاف السمع. يمكن أن تسبب الضوضاء الصاخبة فوق 120 ديسيبل ألماً فوريًا للأذن. يمكن أن تتسبب الأصوات الأعلى من 85 ديسيبل في فقدان السمع بعد بضع ساعات. يمكن أن تسبب الأصوات المرتفعة ألمًا فوريًا، ويمكن أن يتطور فقدان السمع في وقت قصير جدًا.

## فحص الأذن
قبل إجراء اختبار السمع، عادةً ما يتم فحص آذان المريض باستخدام منظار الأذن للتأكد من خلوهما من الصملاغ، وأن طبلة الأذن سليمة، وأن الأذنين ليسا مصابتين، وأن الأذن الوسطى خالية من السوائل (والتي تشير إلى عدوى الأذن الوسطى). الأسباب الأكثر شيوعًا لتطور فقدان السمع تحدث بسبب الاضطرابات الوراثية، ومشاكل الشيخوخة، والتعرض للتلوث بالضوضاء، والالتهابات، ومضاعفات الولادة، والصدمات في الأذن، وبعض الأدوية أو السموم.

## قياس سمع النغمة النقية
النوع القياسي والأكثر شيوعًا لاختبارات السمع هو قياس سمع النغمات النقية، والذي يقيس عتبات التوصيل الهوائي والعظمي لكل أذن في مجموعة من 8 ترددات قياسية من 250 هرتز إلى 8000 هرتز.  يتم إجراء الاختبار في غرفة/حجرة الصوت باستخدام إما زوج من سدادات الأذن أو السماعات الفوق أذنية المتصلة بجهاز قياس السمع الخارجي. نتيجة الاختبار هي مخطط السمع الذي يرسم حساسية السمع لدى الشخص عند الترددات المختبرة. في مخطط السمع، يمثل المخطط "x" الحد الأدنى عند كل تردد محدد في الأذن اليسرى، ويمثل المخطط "o" الحد الأدنى في كل تردد محدد في الأذن اليمنى. هناك أيضًا نسخة عالية التردد من الاختبار تختبر الترددات التي تتراوح من 8000 هرتز إلى 16000 هرتز والتي يمكن استخدامها في ظروف خاصة.

## قياس السمعفي الموقعباستخدام تطبيقات الهاتف المحمول
أدى توفر سماعات الرأس الاستريوفونية والهواتف الذكية أو الأجهزة اللوحية المزودة بأنظمة إعادة إنتاج الصوت إلى ظهور طرق جديدة لتشخيص السمع، تساعد الأشخاص على تحديد درجة فقدان السمع دون مساعدة طبية من قبل المختصين. لمستخدمي هذه الأجهزة المحمولة، هناك عدد من التطبيقات المتاحة مع وظيفة خاصة لقياس السمع. هناك أيضًا تطبيقات مساعدة للسمع توفر اختبارات للسمع يمكن استخدامها في تشخيص وإدارة ضعف السمع.
في عملية اختبار السمع مع التطبيقات المتخصصة، يتم تحديد عتبات السمع الأولية المتعلقة بإدراك إشارات النغمة على ترددات مختلفة (مخطط السمع).
يتم تحديد عتبات السمع، مثل القياس السمعي التقليدي، والتطبيقات الخاصة، على مجموعة قياسية من الترددات من 125 هرتز إلى 8 كيلو هرتز. فضلاً عن ذلك، يمكن دمج التطبيق مع وظيفة لاختبار مدى ملاءمة إدراك الأصوات المنفصلة ودرجات المفهومية في مختلف الظروف الصوتية.
من الناحية الفنية، يتكون تطبيق اختبار السمع مما يلي:
1. برنامج وحدة مولد إشارات النغمة للتردد المطلوب.
2. خيارات الواجهة الرسومية (لإصلاح رد فعل المستخدم لتجاوز حد إدراك النغمة)؛
3. مترجم نتائج الاختبار (النص والرسومات)؛
4. قاعدة البيانات مع نتائج الامتحانات السابقة ووسيطات معايير سن السمع.

اختبار السمع الذي تم الحصول عليها من خلال التطبيق سيكون خاطئ مقارنة بنتائج اختبار السمع التي أجراها اختصاصي السمع بسبب الأسباب التالية:
- عدم استخدام معدات معايرة متخصصة من خلال التطبيق.
- عدم التدقيق الصوتي للغرفة التي يُجرى فيها اختبار السمع من خلال التطبيق.
- عدم تجانس وسيطات أنظمة تسجيل الصوت في الهواتف الذكية والأجهزة اللوحية، وكذلك سماعات الرأس أو طقم الرأس.[6]
- تأثير حجب الصوت على إشارات النغمة.(sound masking effect).[7]

تشمل مزايا قياس السمع التي يتم إجراؤها باستخدام تطبيق متخصص أو تطبيق السمع، مدى توافر وإمكانية إجراء اختبار السمع دون مساعدة طبية من المختصين.
على الرغم من الأخطاء المحتملة في نتائج التشخيص، فإن المزايا المؤكدة لاختبار السمع بواسطة تطبيق خاص تشمل القدرة على إجراء اختبار السمع دون مساعدة ودون توفر اختبار السمع التقليدي.  يقترح العلماء أنه يمكن استخدام اختبار السمع باستخدام تطبيق الهاتف المحمول لتحديد أمراض السمع وأيضًا اختبارات فحص السمع.

## ويبر ورينيه
يتضمن تقييم السمع الكامل العديد من الاختبارات الأخرى أيضًا. من أجل تحديد نوع فقدان السمع الموجود، يتم إجراء اختبار سمع التوصيل العظمي.في هذا الاختبار، يتم وضع شوكة رنانة خلف الأذن، على القسم الخشائي من العظم الصدغي. عندما لا يعود المريض يسمع الاهتزاز أو يشعر به، يتم وضع الشوكة الرنانة أمام الأذن؛ يجب على المريض مرة أخرى أن يكون قادرًا على سماع صوت رنين. إذا لم يتمكن من ذلك، فهذا يشير إلى فقدان السمع التوصيلي في الأذن. بالإضافة إلى ذلك، يتم وضع الشوكة الرنانة على الجبهة. ثم يُسأل المريض عما إذا كان الصوت موضعاً في وسط الرأس أو ما إذا كان الصوت أعلى في أي من الأذنين. إذا كان هناك ضعف في السمع التوصيلي، فمن المحتمل أن يكون أعلى في الأذن المتأثرة؛ إذا كان هناك ضعف في السمع العصبي الحسي، فسيكون أكثر هدوءًا في الأذن المصابة. يساعد هذا الاختبار أخصائي السمع على تحديد ما إذا كان ضعف السمع توصيلياً (بسبب مشاكل في الأذن الخارجية أو الوسطى) أو حسي عصبي (بسبب مشاكل في القوقعة، أو الجهاز الحسي للسمع) أو عصبي - بسبب مشكلة في العصب السمعي أو مسارات سمعية / قشرة الدماغ.
للاستزادة طالع صفحتي اختبار ويبر واختبار رينه.

## السمع في الضوضاء
يقيس اختبار السمع في الضوضاء (HINT) قدرة الشخص على سماع الكلام أثناء الهدوء وأثناء الضوضاء. في هذا الاختبار، يُطلب من المريض تكرار الجمل في بيئة هادئة ومع وجود ضوضاء منافسة من اتجاهات مختلفة. وبشكل أكثر تحديداً، هناك أربعة شروط: (1) جمل بدون ضجيج منافس، (2) جمل مع ضجيج منافس معروض مباشرة أمام المريض، (3) ضجيج مقدم عند 90 درجة على يمين المريض، و (4) ضجيج مقدم عند 90 درجة على يسار المريض. يقيس الاختبار نسبة الإشارة إلى الضجيج في الظروف المختلفة التي تتوافق مع مستوى رفع الأصوات المطلوب بحيث يمكن للمريض تكرار الجمل بشكل صحيح بنسبة 50٪ من الوقت.

## اختبار الكلمات في الضوضاء
يستخدم اختبار الكلمات في الضوضاء (WIN) كلمات أحادية المقطع تكون معروضة في سبع إشارات مختلفة مع ضوضاء حاجبة للصوت (masking noise)- عادة ضوضاء طيف الكلام.ستدل نتائج هذا الاختبار على مدى قدرة الشخص على فهم الكلام في خلفية صاخبة (noisy background).  على عكس مخطط السمع النقي، يعتبر هذا الاختبار اختبارًا أكثر وظيفية لتحديد وقياس سمع الشخص في موقف يحتمل حدوثه في الحياة اليومية.

## اختبار القافية المُعدل
يعتبر اختبار القافية المعدل (Modified Rhyme Test) اختبارًا لقياس مدى قدرة الشخص على التعرف على الكلمات أو تمييز الكلام.يتكون الاختبار من سلسلة مؤلفة من أربعين قائمة للكلمات. مدة التسجيل حوالي 23 دقيقة.تم تعريف اختبار القافية المعدل (MRT) في أساليب المعيار الوطني الأمريكي ANSI S3.2 لقياس مدى وضوح الكلام عبر أنظمة الاتصالات. إذا كانت الإجابات صحيحة بنسبة 80٪ أو أفضل، فغالباً ما يكون هذا مستوى السمع الطبيعي.

## اختبارات أخرى
- قد يقوم أخصائي السمع بإجراء اختبارات النطق أو الكلام (speech testing)، حيث يكرر المريض الكلمات التي يسمعها. يُستخدم هذا النوع من الاختبارات لقياس عتبة استقبال الكلام (SRT)، أو الكلام الأقل جهارةً الدي يمكن للشخص فهمه بنسبة 50 بالمائة من الوقت. يتم إدارته إما في بيئة هادئة أو صاخبة ويقيس قدرة الشخص على فصل الكلام عن ضوضاء الخلفية أو الضوضاء البيئية (background noise).[15]
- اختبار قياس الطبل: يقيس هذا الاختبار حركة طبلة الأذن استجابةً لضغط الهواء المتغير ويتم رسم النتائج على شكل مخطط طبلي. يمكن لهذا الاختبار تحديد ما إذا كان هناك تراكم للسوائل أو تراكم للصملاخ في الأذن.[15]في هذا الاختبار، يتم وضع مجس صغير داخل الأذن ويتم تغيير ضغط الهواء في قناة الأذن. يخبر هذا الاختبار أخصائي السمع بمدى نجاح طبلة الأذن وغيرها من الهياكل في الأذن الوسطى. يشير حجم قناة الأذن إلى وجود ثقب أو ورم في طبلة الأذن (قياس الطبل). يشير ضغط الأذن الوسطى إلى ما إذا كان يوجد أي سائل في مساحة الأذن الوسطى (وتسمى أيضًا "الأذن الغراء/ الأذن الصمغية" أو «التهاب الأذن الوسطىمع الانصباب الجنبي»). يشير قياس المطاوعة الصوتيةإلى مدى تحرك طبلة الأذن والعظيمات (عظام الأذن الثلاثة).
- اختبار التوصيل العظمي: هذا نوع آخر من اختبارات النغمة النقية التي تقيس استجابة الأذن الداخلية للصوت. سيتم وضع موصل أو مبدل خلف الأذن، حيث يقوم بإرسال اهتزازاتصغيرة عبر العظم مباشرة إلى الأذن الداخلية. هذا يختلف عن الإصدار التقليدي، الذي يستخدم الهواء لإرسال أصوات مسموعة (توصيل هوائي). إذا كانت نتائج هذا الاختبار مختلفة عن قياس سمع النغمة النقية، يمكن لأخصائي السمع استخدام هذه المعلومات لتحديد نوع ضعف السمع الموجود لدى الشخص.[15]
- اختبار استجابة الجذع الدماغي السمعي(ABR):[16] يستخدم هذا النوع من الاختبارات لتحديد ما إذا كان هناك نوع معين من فقدان السمع- الحسي العصبي- أم لا.  كما يتم استخدامه عادةً لفحص الأطفال حديثي الولادة الذين يعانون من مشاكل السمع. في هذا الاختبار، يتم توصيل الأقطاب الكهربائية بالرأس أو فروة الرأس أو شحمة الأذن، ويتم إعطاء الشخص سماعات رأس لارتدائها. يتم قياس نشاط الموجة الدماغية الخاصة بالشخص استجابة لأصوات ذات شدة متفاوتة.[15]
- اختبار الانبعاثات الأذنية السمعية(OAEs): هذه الانبعاثات هي عبارة عن أصوات ناتجة عن اهتزازات الخلايا الشعيرية في قوقعة الأذن الداخلية. يستخدم هذا النوع من الاختبارات مجساً صغيرًا مزودًا بميكروفون ومكبر صوت لتحفيز قوقعة الأذن وقياس استجابتها. الأفراد ذوي السمع الطبيعي سوف ينتجون انبعاثات؛ عندما يتجاوز فقدان السمع 25-30 ديسيبل، لن يصدر صوت.  يساعد هذا الاختبار على تحديد ما إذا كان هناك انسداد في قناة الأذن، أو وجود سوائل زائدة في الأذن الوسطى، أو تلف الخلايا الشعيرية للقوقعة. غالبًا ما يتم تضمين اختبار OAE في برامج فحص السمع لدى حديثي الولادة.[15]
- الاختبار الأخير الذي قد يقوم به اختصاصي السمع هو اختبار المنعكس السمعي.[17]يقيس هذا الاختبار تقلصات/انقباضات العضلات اللاإرادية في الأذن الوسطى ويستخدم لتحديد موقع مشكلة السمع (العظيمات، القوقعة، العصب السمعي/القوقعي، وما إلى ذلك) بالإضافة إلى نوع ضعف السمع. في هذا الاختبار، يتم وضع مجسفي الأذن ويتم إنتاج نغمة عالية تزيد عن 70 dBSPL. يقيس الاختبار الانقباض/التقلص الانعكاسي للعضلة الركابية، وهو أمر مهم في حماية الأذن من الضوضاء والجهارة العالية، مثل صياح شخص الذي قد يكون 90 ديسيبل داخل طبلة الأذن. يمكن استخدام هذا الاختبار لإعطاء معلومات حول الأعصاب الدهليزية[18]والأعصاب الوجهية والإشارة إلى ما إذا كأنت هناك آفة في الأذن

### حالات سمعية
- صمم
- صمم عصبي حسي
- صمم شيخوخي
- صمم توصيلي
- فقد السمع المفاجئ

## روابط خارجية
- اختبار السمع عبر الإنترنت